# Iowa IndyCar 250 2024 (1. Rennen)
Das Iowa IndyCar 250 2024 (offiziell Hy-Vee Homefront 250 presented by instacart) auf dem Iowa Speedway fand am 13. Juli 2024 statt und ging über eine Distanz von 250 Runden à 1,408 km. Es war der 10. Lauf zur IndyCar Series 2024. An diesem Wochenende fanden zwei Rennen statt in Newton mit identischer Distanz, eines am Samstag und ein weiteres am Sonntag.

## Bericht
Nach einem längeren Kampf mit Colton Herta (Andretti Global), konnte Scott McLaughlin (Team Penske) Pato O’Ward (Arrow McLaren) knapp auf Distanz halten und das erste von zwei Rennen in Newton gewinnen. Nach 250 Runden und fünf Gelbphasen gelang dem Neuseeländer zum ersten Mal ein Sieg auf einer Oval-Rennstrecke. Aus der Pole-Position startend übernahm Herta die Führung, während es hinter ihm bereits in der zweiten Kurve einen Unfall gab. David Malukas (Meyer Shank Racing) drehte sich und verwickelte die beiden Juncos Hollinger Racing mit Roman Grosjean und Agustín Canapino am Steuer in den Unfall. Nach dem ersten Boxenstopp übernahm McLaughlin die Spitze vor Herta und Scott Dixon, der an Alex Palou (beide Chip Ganassi Racing) vorbeikam. Der Meisterschaftsführende Palou würgte bei seinem Stopp den Motor ab und fand sich auf dem 19. Rang wieder. Später schlug er in Kurve 1 an der Mauer an und schied aus. Nach einer Aufholjagd vom 22 Startplatz aus, stieg Josef Newgarden (Team Penske) als dritter auf das Siegerpodest. Herta, der anfangs führte, hatte wegen der Gelbphase die Palou auslöste einen ungünstigen Zeitpunkt für seinen zweiten Boxenstopp erwischt und er verlor mehrere Plätze. In der 223. Runde drehte er sich beinahe, im Endergebnis gab es für ihn den 11. Rang.

## Meldeliste
| Startnummer | Fahrer              | Team                             | Motor     |
| ----------- | ------------------- | -------------------------------- | --------- |
| 14          | Santino Ferrucci    | A. J. Foyt Racing                | Chevrolet |
| 41          | Sting Ray Robb      | A. J. Foyt Racing                | Chevrolet |
| 26          | Colton Herta        | Andretti Global / Curb-Agajanian | Honda     |
| 27          | Kyle Kirkwood       | Andretti Global                  | Honda     |
| 28          | Marcus Ericsson     | Andretti Global                  | Honda     |
| 5           | Pato O’Ward         | Arrow McLaren                    | Chevrolet |
| 6           | Nolan Siegel        | Arrow McLaren                    | Chevrolet |
| 7           | Alexander Rossi     | Arrow McLaren                    | Chevrolet |
| 4           | Kyffin Simpson      | Chip Ganassi Racing              | Honda     |
| 8           | Linus Lundqvist     | Chip Ganassi Racing              | Honda     |
| 9           | Scott Dixon         | Chip Ganassi Racing              | Honda     |
| 10          | Alex Palou          | Chip Ganassi Racing              | Honda     |
| 11          | Marcus Armstrong    | Chip Ganassi Racing              | Honda     |
| 18          | Jack Harvey         | Dale Coyne Racing                | Honda     |
| 51          | Katherine Legge     | Dale Coyne Racing                | Honda     |
| 20          | Ed Carpenter        | Ed Carpenter Racing              | Chevrolet |
| 21          | Rinus VeeKay        | Ed Carpenter Racing              | Chevrolet |
| 77          | Romain Grosjean     | Juncos Hollinger Racing          | Chevrolet |
| 78          | Agustín Canapino    | Juncos Hollinger Racing          | Chevrolet |
| 60          | Felix Rosenqvist    | Meyer Shank Racing               | Honda     |
| 66          | David Malukas       | Meyer Shank Racing               | Honda     |
| 15          | Graham Rahal        | Rahal Letterman Lanigan Racing   | Honda     |
| 30          | Pietro Fittipaldi   | Rahal Letterman Lanigan Racing   | Honda     |
| 45          | Christian Lundgaard | Rahal Letterman Lanigan Racing   | Honda     |
| 2           | Josef Newgarden     | Team Penske                      | Chevrolet |
| 3           | Scott McLaughlin    | Team Penske                      | Chevrolet |
| 12          | Will Power          | Team Penske                      | Chevrolet |

## Klassifikationen

### Freies Training
| Pos. | Nr. | Fahrer           | Team                | Motor     | Zeit       |
| ---- | --- | ---------------- | ------------------- | --------- | ---------- |
| 1    | 3   | Scott McLaughlin | Team Penske         | Chevrolet | 00:17.3134 |
| 2    | 10  | Alex Palou       | Chip Ganassi Racing | Honda     | 00:17.3465 |
| 3    | 5   | Pato O’Ward      | Arrow McLaren       | Chevrolet | 00:17.4767 |

### Qualifying
| Pos. | Nr. | Fahrer              | Team                             | 1 Runde    | Ø mph   |
| ---- | --- | ------------------- | -------------------------------- | ---------- | ------- |
| 1    | 26  | Colton Herta        | Andretti Global / Curb-Agajanian | 00:17.1506 | 187,655 |
| 2    | 3   | Scott McLaughlin    | Team Penske                      | 00:17.1624 | 187,526 |
| 3    | 10  | Alex Palou          | Chip Ganassi Racing              | 00:17.2253 | 186,841 |
| 4    | 12  | Will Power          | Team Penske                      | 00:17.2728 | 186,328 |
| 5    | 9   | Scott Dixon         | Chip Ganassi Racing              | 00:17.2839 | 186,208 |
| 6    | 5   | Pato O’Ward         | Arrow McLaren                    | 00:17.2963 | 186,074 |
| 7    | 7   | Alexander Rossi     | Arrow McLaren                    | 00:17.2996 | 186,039 |
| 8    | 14  | Santino Ferrucci    | A. J. Foyt Racing                | 00:17.3588 | 185,405 |
| 9    | 11  | Marcus Armstrong    | Chip Ganassi Racing              | 00:17.3651 | 185,337 |
| 10   | 28  | Marcus Ericsson     | Andretti Global                  | 00:17.3713 | 185,271 |
| 11   | 60  | Felix Rosenqvist    | Meyer Shank Racing               | 00:17.3783 | 185,196 |
| 12   | 15  | Graham Rahal        | Rahal Letterman Lanigan Racing   | 00:17.4146 | 184,810 |
| 13   | 8   | Linus Lundqvist     | Chip Ganassi Racing              | 00:17.4289 | 184,659 |
| 14   | 21  | Rinus VeeKay        | Ed Carpenter Racing              | 00:17.4594 | 184,336 |
| 15   | 66  | David Malukas       | Meyer Shank Racing               | 00:17.4770 | 184,151 |
| 16   | 6   | Nolan Siegel        | Arrow McLaren                    | 00:17.5152 | 183,749 |
| 17   | 78  | Agustín Canapino    | Juncos Hollinger Racing          | 00:17.5264 | 183,632 |
| 18   | 30  | Pietro Fittipaldi   | Rahal Letterman Lanigan Racing   | 00:17.5272 | 183,623 |
| 19   | 18  | Jack Harvey         | Dale Coyne Racing                | 00:17.5336 | 183,556 |
| 20   | 27  | Kyle Kirkwood       | Andretti Global                  | 00:17.5386 | 183,504 |
| 21   | 77  | Romain Grosjean     | Juncos Hollinger Racing          | 00:17.5435 | 183,453 |
| 22   | 2   | Josef Newgarden     | Team Penske                      | 00:17.6097 | 182.763 |
| 23   | 45  | Christian Lundgaard | A. J. Foyt Racing                | 00:17.7302 | 181,521 |
| 24   | 41  | Sting Ray Robb      | A. J. Foyt Racing                | 00:18.1288 | 177,530 |
| 25   | 20  | Ed Carpenter        | Ed Carpenter Racing              | 00:18.1997 | 176,838 |
| 26   | 51  | Katherine Legge     | Dale Coyne Racing                | 00:18.2630 | 176,225 |
| 27   | 4   | Kyffin Simpson      | Chip Ganassi Racing              | 00:18.3003 | 175,866 |

### Endergebnis
| Pos. | Nr. | Fahrer              | Rd. | Zeit/Rückstand   | Boxenstopps | Start | Führungsrunden | Punkte |
| ---- | --- | ------------------- | --- | ---------------- | ----------- | ----- | -------------- | ------ |
| 1    | 3   | Scott McLaughlin    | 250 | 01:44:41.1172    | 2           | 2     | 164            | 53     |
| 2    | 5   | Pato O’Ward         | 250 | 01:44:41.5986    | 2           | 6     |                | 40     |
| 3    | 2   | Josef Newgarden     | 250 | 01:44:42.6346    | 2           | 22    |                | 35     |
| 4    | 9   | Scott Dixon         | 250 | 01:44:46.1213    | 2           | 5     |                | 32     |
| 5    | 21  | Rinus VeeKay        | 250 | 01:44:47.6828    | 2           | 13    |                | 30     |
| 6    | 14  | Santino Ferrucci    | 250 | 01:44:48.5747    | 2           | 8     |                | 28     |
| 7    | 27  | Kyle Kirkwood       | 250 | 01:44:49.5372    | 2           | 19    |                | 26     |
| 8    | 7   | Alexander Rossi     | 250 | 01:44:50.4597    | 2           | 7     |                | 24     |
| 9    | 28  | Marcus Ericsson     | 250 | 01:44:51.4942    | 2           | 10    |                | 22     |
| 10   | 11  | Marcus Armstrong    | 250 | 01:44:52.5178    | 2           | 9     |                | 20     |
| 11   | 26  | Colton Herta        | 250 | 01:44:52.9286    | 2           | 1     | 86             | 21     |
| 12   | 6   | Nolan Siegel (R)    | 250 | 01:44:53.2451    | 2           | 15    |                | 18     |
| 13   | 60  | Felix Rosenqvist    | 250 | 01:44:53.5823    | 2           | 11    |                | 17     |
| 14   | 4   | Kyffin Simpson (R)  | 250 | 01:44:54.6220    | 2           | 27    |                | 16     |
| 15   | 41  | Sting Ray Robb      | 250 | 01:44:55.1414    | 2           | 24    |                | 15     |
| 16   | 15  | Graham Rahal        | 249 | 1 Rd.            | 2           | 21    |                | 14     |
| 17   | 51  | Katherine Legge     | 249 | 1 Rd.            | 2           | 26    |                | 13     |
| 18   | 12  | Will Power          | 241 | 9 Rd.            | 4           | 4     |                | 12     |
| 19   | 30  | Pietro Fittipaldi   | 228 | 22 Rd. (Unfall)  | 2           | 17    |                | 11     |
| 20   | 20  | Ed Carpenter        | 228 | 22 Rd. (Unfall)  | 3           | 25    |                | 10     |
| 21   | 8   | Linus Lundqvist (R) | 209 | 41 Rd.(Defekt)   | 2           | 12    |                | 9      |
| 22   | 45  | Christian Lundgaard | 178 | 72 Rd. (Unfall)  | 3           | 23    |                | 8      |
| 23   | 10  | Alex Palou          | 175 | 75 Rd. (Unfall)  | 1           | 3     |                | 7      |
| 24   | 77  | Romain Grosjean     | 48  | 202 Rd. (Unfall) | 1           | 20    |                | 6      |
| 25   | 18  | Jack Harvey         | 28  | 222 Rd.(Defekt)  | 0           | 18    |                | 5      |
| 26   | 66  | David Malukas       | 0   | 250 Rd. (Unfall) | 0           | 14    |                | 5      |
| 27   | 78  | Agustín Canapino    | 0   | 250 Rd. (Unfall) | 0           | 16    |                | 5      |

(R)=Rookie / 6 Gelbphasen für insgesamt 66 Rd. / alle Starter auf Firestone-Reifen